# الساحل النمساوي

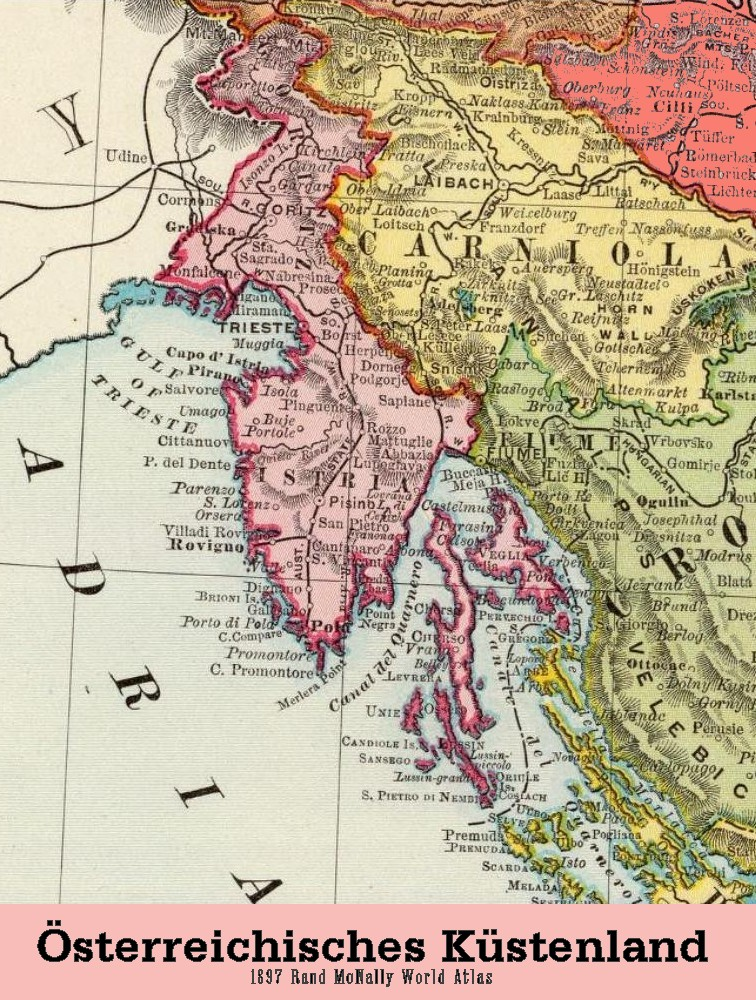

الساحل النمساوي (بالإنجليزية:  Austrian Littoral)‏ (بالألمانية: Österreichisches Küstenland) أُنشئ في الإمبراطورية النمساوية عام 1849.